# Eugenia hastilis
Boie de sagaie
Espèce
Statut de conservation UICN

 CR : 
En danger critique
Eugenia hastilis est une espèce de plantes à fleurs de la famille des Myrtaceae. Elle est endémique de l'île Maurice, où elle est appelée bois de sagaie. Son environnement naturel se trouve dans les forêts tropicales. Il n'existe plus qu'une quinzaine d'individus autour de la Montagne des Chats et de la plaine des Roches.